# 道の駅広見森の三角ぼうし
道の駅広見森の三角ぼうし（みちのえき ひろみもりのさんかくぼうし）は、愛媛県北宇和郡鬼北町にある国道320号の道の駅である。

## 主な施設
- 駐車場
  - 普通車: 55台
  - 大型車: 3台
- トイレ
  - 男: 9器
  - 女: 6器
  - 身障者用: 1器
- 公衆電話
- 特産品販売所
- 青空市（8:00 - 17:00）
- 食堂「彩り茶屋」（8:30 - 19:00）
- 鬼王丸像 - 竹谷隆之デザイン、BOME原型、海洋堂製作による巨赤鬼像。同じく鬼北町内に在する道の駅日吉夢産地にある巨大母子鬼像である柚鬼媛母子像と対になっている。

### 管理
- 株式会社森の三角ぼうし（鬼北町の第三セクター）

広見町森林組合により農業活性化事業の一環として、1998年（平成10年）1月16日開業。

## 休館日
- 毎週月曜日
- 1月1日

## 道路
- 国道320号 - 登録路線
- 国道381号
  - 国道441号

## 周辺
- 成川温泉
- 安森洞